# Ahmad Mahir
Ahmad Mahir, arab. ‏أحمد ماهر‎ (ur. 1888, zm. 24 lutego 1945) – egipski polityk, premier Egiptu w latach 1944–1945.

## Życiorys

### Pochodzenie i wczesna działalność
Pochodził z zamożnej rodziny właścicieli ziemskich o dużych tradycjach politycznych, zaangażowanej w egipski ruch narodowy. Jego ojciec Muhammad Mahir był wojskowym, a następnie urzędnikiem państwowym i wreszcie wiceministrem wojny. Ali Mahir był jednym z pięciu braci; wszyscy uzyskali wyższe wykształcenie. Jego starszy brat Ali również został politykiem, trzykrotnie stawał na czele rządu Egiptu (w 1936, 1939–1940 oraz w 1952).
Ahmad Mahir ukończył studia prawnicze w Montpellier, gdzie uzyskał doktorat nauk prawnych. Wrócił następnie do Egiptu i wykładał w szkole prawniczej w Kairze oraz w Wyższej Szkole Handlowej w tym samym mieście.

### Działacz Wafdu
W 1919 wstąpił do partii Wafd. Z jej ramienia wszedł w 1923 do egipskiego parlamentu, a następnie został ministrem oświaty w rządzie Sada Zaghlula. Opuścił rząd w 1924, gdy oskarżono go o członkostwo w grupie, która zorganizowała udany zamach na brytyjskiego gubernatora generalnego Egiptu i Sudanu Lee Stacka. Sąd ostatecznie uniewinnił go od zarzutu zainspirowania zamachu. W kolejnych latach coraz bardziej dystansował się od polityki Wafdu, chociaż jeszcze w 1936 z ramienia tejże partii objął stanowisko przewodniczącego parlamentu. W roku następnym kierujący Wafdem Mustafa an-Nahhas usunął go z partii, gdyż Mahir krytykował zawarty w 1936 traktat brytyjsko-egipski i próbował mediować między partią a młodym królem Farukiem. Razem z Mahmudem an-Nukraszim powołał wówczas do życia partię Sad, nawiązującą do imienia słynnego przywódcy Wafdu, która miała realizować demokratyczny program pierwszych liderów tejże partii. Szybko okazało się jednak, że nowa organizacja jest przede wszystkim sojusznikiem króla w konflikcie z Wafdem.

### Lider Sadu
Partia Mahira i an-Nukrasziego odniosła ogromny sukces w wyborach parlamentarnych w 1938, w których wzięła udział w ramach bloku z partią Liberalno Konstytucyjną. Uzyskała 193 mandaty (na 294), podczas gdy jedynie 12 przypadło członkom Wafdu (według innego źródła partia ta świadomie oddała zwycięstwo wyborcze). W koalicyjnym rządzie Mahir został ministrem finansów, jednak jeszcze w tym samym roku Brytyjczycy wymusili na królu utworzenie rządu przez bardziej przychylny im Wafd; Ahmad Mahir objął stanowisko przewodniczącego parlamentu.

### Na czele rządu
W październiku 1944 Faruk zdymisjonował rząd Mustafy an-Nahhasa i uczynił nowym premierem Ahmada Mahira. Wielka Brytania ostatecznie postanowiła zaakceptować tę decyzję, gdyż nowy szef rządu (złożonego z polityków Sa’adu, Niezależnego Bloku Wafdystów i Partii Liberalno-Konstytucyjnej) miał opinię polityka probrytyjskiego. W przedterminowych wyborach w 1945 Wafd nie wziął udziału, co przypieczętowało dominację środowiska, na czele którego stał Ahmad Mahir, który pozostał premierem.
Ahmad Mahir był zdeterminowany, by doprowadzić do wypowiedzenia przez Egipt wojny III Rzeszy oraz Japonii. Umożliwiłoby to krajowi znalezienie się wśród zwycięzców II wojny światowej i przystąpienie do tworzącej się ONZ. 24 lutego 1945, po wygłoszeniu przemówienia zapowiadającego wypowiedzenie Niemcom wojny, premier został zastrzelony po wyjściu z sali obrad. Zamachowcem okazał się działacz Młodego Egiptu Muhammad al-Isawi, być może związany także z Braćmi Muzułmanami. Na stanowisku premiera Mahira zastąpił an-Nukraszi, który dwa dni po jego zabójstwie faktycznie wypowiedział wojnę III Rzeszy.